# Los misteriosos estudios del Doctor Drum
Los misteriosos estudios del Doctor Drum es una novela de misterio del escritor belga Jean Ray. Pertenece a la serie protagonizada por el detective Harry Dickson, el llamado "Sherlock Holmes americano".

## Argumento
El doctor Drum es un enigmático personaje supuestamente dedicado a la investigación científica. Sus misteriosos estudios originan unas situaciones desconcertantes por lo inverosímiles. Harry Dickson se enfrenta en esta ocasión a algo que desconoce: "y quizás al final de la más terrible nada encontremos algo tangible", anota en su diario. Finalmente, las criminales actividades del doctor Drum serán descubiertas, con la colaboración de su ayudante, Tom Wills, por el genial detective.

## Capítulos
- I. Dos ventanas iluminadas
- II. "El pájaro azul de Java"
- III. A la búsqueda de la nada
- IV. El cementerio y la torre
- V. En otro mundo
- VI. ¡Tenga cuidado con los pájaros!

## Edición en español
Los misteriosos estudios del Doctor Drum fue la undécima novela aparecida en la colección «Harry Dickson», que Ediciones Júcar empezó a publicar en 1972.